# Tulare
Tulare je město ve Spojených státech amerických. Nachází se v okrese Tulare County ve státě Kalifornie. Ve městě žije přibližně 69 tisíc obyvatel a jeho rozloha činí 54,4 km². Leží v samotném středu San Joaquin Valley 13 kilometrů jižně od města Visalia a 97 kilometrů severně od Bakersfieldu. Pojmenováno bylo po jezeru Tulare.
Městem prochází California State Route 63.

## Rodáci
- Bob Mathias (1930–2006) – americký politik

## Partnerská města
- Angra do Heroísmo, Portugalsko